# Porodaedalea chrysoloma
Espèce
Synonymes
- Phellinus chrysoloma (Fr.) Donk, 1971

Porodaedalea chrysoloma (synonyme : Phellinus chrysoloma ) est une espèce de champignons agaricomycètes et de la famille des Hymenochaetaceae. 

## Synonymes
Selon MycoBank (2 juin 2013), cette espèce a pour synonymes : 
- Synonymes homotypiques : 
  - Daedalea chrysoloma (Fr.) Cooke & Quél., 1878
  - Phellinus chrysoloma (Fr.) Donk, 1971
  - Physisporus chrysoloma (Fr.) P.Karst., 1882
  - Polyporus chrysoloma Fr., 1861 (basionyme)
  - Poria chrysoloma (Fr.) Cooke, 1886
  - Porodaedalea chrysoloma (Fr.) Imazeki, 1989
- Synonymes hétérotypiques : 
  - Daedalea indurata Velen., 1922
  - Fomes abietis P.Karst., 1882
  - Fomes pini var. abietis P.Karst., 1882
  - Polyporus piceinus Peck, 1889